# Энског, Давид
Дэвид Энског (швед. David Enskog; 22 апреля 1884, Вестра Амтервик — 1 июня 1947, Стокгольм) — шведский физик-математик. 

## Биография
Выпускник Упсальского университета в степени бакалавра, затем он получил степень лиценциата по физике в 1911 году, работая над диффузией газа под руководством профессора Густава Гранквиста. Однако Энског не хотел продолжать заниматься экспериментальной физикой и перешел к профессору Карлу Вильгельму Озеену для получения докторской степени.
С 1913 года Энског работал учителем математики и физики в средней школе, чтобы содержать себя и свою семью, а в свободное время продолжал свои исследования и писал диссертации. В 1917 году он защитил диссертацию по кинетической теории газов, но за неё получил довольно посредственную оценку, что не позволило ему стать доцентом. Проблема заключалась в том, что Энског не смог доказать, что его ряды сходятся. Он извинился за это, написав: «Физик не придает этому пункту чрезмерного значения». Поэтому Энског продолжал работать учителем средней школы, но связался с Сидни Чепменом, который работал над теми же проблемами, что и Энског.
В 1929 году Энског попытался вернуться в академический мир, подав заявку на две профессорские должности в Стокгольме: одну по механике и математической физике в Стокгольмском университете и одну по математике и механике в Королевском технологическом институте. 12 декабря 1930 года Энског был назначен профессором Kоролевского университета. Будучи профессором, Энског в основном занимался преподавательской деятельностью и не проводил особых исследований. Слияние теорий Чепмена и Энскога позже стало известно как метод Чепмена-Энскога для решения уравнения Больцмана.
В книге 1939 года под названием «Математическая теория неоднородных газов», написанной Чепменом и Томасом Коулингами и посвященной Дэвиду Энскогу, авторы расширили эту теорию под обозначением теория Чепмена — Энскога. Дальнейшее признание работы Энскога пришло в 1945 году, когда был опубликован отчет Смита о проекте атомного оружия США. Чепмен и Энског были упомянуты как первооткрыватели термической диффузии, которая была одним из методов, используемых для обогащения урана-235 для первого ядерного оружия. Энског был единственным шведским ученым, упомянутым в этом отчете.
Энског был избран в Шведскую королевскую академию инженерных наук в 1941 году и, наконец, в Шведскую королевскую академию наук 28 мая 1947 года, всего за несколько дней до своей смерти.